# جوليس فافر (جيولوجي)
جوليس فافر (بالفرنسية: Jules Favre)‏ هو عالم نبات وجيولوجي وأستاذ جامعي سويسري، ولد في 6 نوفمبر 1882 في لو لوكل في سويسرا، وتوفي في 22 يناير 1959 في جنيف في سويسرا.